# Ижемский диалект коми языка
И́жемский диалект — один из диалектов коми-зырянского языка. Относится к группе нуль-эловых диалектов. Впервые диалект был исследован М. А. Кастреном. Впоследствии неоднократно исследовался другими учёными. Полное системное описание диалекта было выполнено М. А. Сахаровой и Н. Н. Сельковым. Отдельно описаны обский и кольский говоры ижемского диалекта.

## Распространение
На ижемском диалекте говорят представители субэтноса коми народа — коми-ижемцы. Диалект распространён на севере Республики Коми — Ижемском районе и городском округе Усинск, а также в Мурманской области и Ханты-Мансийском, Ямало-Ненецком и Ненецком автономном округах.
В 1997 году для школ Ямало-Ненецкого и в 2014 году для школ Ненецкого автономных округов издавались буквари на коми-ижемском диалекте.

## Возникновение и развитие
Ижемский диалект начал формироваться в XVI веке, когда первые переселенцы-коми начали селиться по реке Ижме. Его базой стал вымский диалект языка коми. В целом ижемский диалект сложился к концу XVIII века. Носители диалекта, первоначально селившиеся по Ижме, в XVIII веке стали селиться также по Печоре, а в XIX — начале XX веков также по Усе, Оби и на Кольском полуострове.

## Особенности
- Звук [ӧ] в непервом слоге и в частицах заменяется на [е]([э]).
- Более широкое, по сравнению с другими диалектами, употребление звуков [х], [ф], [ц].
- употребление долгих гласных звуков [а], [о], [ӧ], [у], [ы], которые играют смыслоразличительную роль.
- замена [ч] на [тш] в заимствованиях из русского.
- глаголы второго прошедшего времени в единственном числе заканчиваются на -а; во множественном — на -аэсь, -аась (во всех трёх лицах).
- имеются специфические слова, неизвестные в других диалектах.